# Andrzej Barański (reżyser)
Andrzej Barański (ur. 2 kwietnia 1941 w Pińczowie) – polski reżyser i scenarzysta filmowy.

## Życiorys
Absolwent Technikum Budowlanego w Kielcach, następnie studiował na Politechnice Śląskiej w Gliwicach. Ukończył studia na PWSFTviT w Łodzi (1973).
Na początku lat 60. współpracował ze Studenckim Teatrem Poezji „Step”, którym opiekował się Tadeusz Różewicz. Barański napisał dla tego teatru ok. 20 sztuk. Potem zdecydował się na edukację w szkole filmowej. Jego filmem dyplomowym była etiuda Księżyc. Początkowo zajmował się filmami oświatowymi w Wytwórni Filmów Oświatowych, od 1979 roku tworzy również filmy fabularne.

## Odznaczenia i wyróżnienia
- Srebrny Medal „Zasłużony Kulturze Gloria Artis”[3] (2011)
- Odznaka „Za Zasługi dla Miasta Łodzi”[4]
- Honorowy obywatel Pińczowa (2008)[5]

## Twórczość
Znany jest z produkcji podejmujących problematykę polskiej prowincji, obrazów uderzających w tony liryczne, ale też z odcieniami refleksyjnymi i filozoficznymi, czasem pojawiają się w nich wątki autobiograficzne. W niektórych filmach sięga Barański do poetyki absurdu.

## Filmografia

### Filmy pełnometrażowe
- 1975 – W domu – reżyseria, scenariusz
- 1979 – Wolne chwile – reżyseria, scenariusz, dialogi
- 1982 – Niech cię odleci mara – reżyseria, scenariusz, dialogi (wg opowiadania W. Siemińskiego)
- 1984 – Kobieta z prowincji – reżyseria, scenariusz, dialogi (wg powieści W. Siemińskiego)
- 1986 – Lucyna – reżyseria, scenariusz (wg opowiadania J. Stoberskiego)
- 1987 – Tabu – reżyseria, scenariusz (wg powieści T. Mukka)
- 1990 – Kramarz – reżyseria, scenariusz (wg powieści E. Kozieła)
- 1991 – Nad rzeką, której nie ma – reżyseria, scenariusz (wg opowiadania S. Czycza)
- 1992 – Kawalerskie życie na obczyźnie – reżyseria, scenariusz (wg wspomnień J. Wojciechowskiego)
- 1993 – Dwa księżyce – reżyseria, scenariusz (wg powieści M. Kuncewiczowej)
- 1995 – Horror w Wesołych Bagniskach – reżyseria, scenariusz (wg powieści M. Choromańskiego)
- 1996 – Dzień wielkiej ryby – reżyseria, scenariusz (wg opowiadania K. Filipowicza)
- 2000 – Niech gra muzyka – reżyseria, scenariusz
- 2002 – Wszyscy święci w cyklu Święta polskie – reżyseria, scenariusz
- 2005 – Parę osób, mały czas – reżyseria, scenariusz (wg wspomnień Dziennik we dwoje J. Stańczakowej)
- 2007 – Braciszek – reżyseria, scenariusz (wg książki Patron maluczkich o. B. Brzuszka)
- 2011 – Księstwo – reżyseria, scenariusz (wg powieści Z. Masternaka)

### Etiudy filmowe
- 1970 – Kręte ścieżki – reżyseria
- 1971 – Dzień pracy – reżyseria
- 1972 – Podanie – reżyseria
- 1973 – Księżyc – reżyseria, scenariusz

### Filmy krótkometrażowe i dokumentalne
- 1976 – Lustro – reżyseria, scenariusz
- 1976 – Wiersz – reżyseria, scenariusz
- 1977 – Strumiłło – reżyseria, scenariusz
- 1978 – Drugi dom – reżyseria, scenariusz
- 1979 – Megality – reżyseria, scenariusz
- 1979 – Wypracowanie – reżyseria, scenariusz
- 1980 – Konstrukcja – reżyseria, scenariusz
- 1980 – Lexicon 32 – reżyseria, scenariusz
- 1980 – Na wyjeździe – reżyseria, scenariusz
- 1981 – Bez tytułu – reżyseria, scenariusz
- 1981 – Śladami Tadeusza Makowskiego – reżyseria, scenariusz
- 1982 – Historia żołnierza – reżyseria, scenariusz
- 1983 – Iluzja w sztuce – reżyseria, scenariusz
- 1983 – Kabaret – reżyseria, scenariusz
- 1983 – Miasto – reżyseria, scenariusz
- 1984 – Armata – reżyseria, scenariusz, projekty plastyczne
- 1984 – Cudze dzieci – reżyseria, scenariusz
- 1985 – Potok – reżyseria, scenariusz
- 1985 – Przemijanie – reżyseria, scenariusz
- 1985 – Wyrok – reżyseria, scenariusz, oprac. plastyczne
- 1986 – Edukacja sentymentalna – reżyseria, scenariusz
- 1987 – Rzeczy – reżyseria, scenariusz
- 1988 – Biografia – reżyseria, scenariusz
- 1988 – Wakacje w mieście – reżyseria, scenariusz
- 1989 – Poczta lotnicza – reżyseria, scenariusz
- 1990 – Gra w zielone – reżyseria, scenariusz
- 1990 – Powtórka z zoologii – reżyseria, scenariusz
- 1997 – Zasłony – reżyseria, scenariusz
- 1998 – Fotografia jest sztuką trudną (Fotoamator Michał C.) – reżyseria, scenariusz
- 1999 – Alosza szop, czyli Kram Awdiejewa – reżyseria, scenariusz
- 2000 – Książki skarg i wniosków – reżyseria, scenariusz
- 2004 – Pobyt czasowy – reżyseria, scenariusz
- 2005 – Ryż PRL – reżyseria, scenariusz
- 2006 – Warzywniak, 360 stopni – reżyseria, scenariusz

## SpektakleTeatru Telewizji
Źródło: Filmpolski.pl
- 1993 – Muzyka druga – reżyseria
- 1994 – Siedem pięter – reżyseria, adaptacja
- 1995 – Kobieta zawiedziona – reżyseria, scenariusz
- 1995 – Bożena – reżyseria, adaptacja
- 1997 – Uczone białogłowy – reżyseria, opracowanie tekstu
- 1999 – Młodość bez młodości – reżyseria, scenariusz
- 2000 – Moja córeczka – reżyseria, scenariusz
- 2007 – Jeden dzień – reżyseria, scenariusz
- 2020 – Badyle – reżyseria, scenariusz
- 2021 – Stara kobieta wysiaduje – reżyseria, scenariusz

## Odznaczenia, nagrody i wyróżnienia
- 1964 – Nagroda Ministra Kultury i Sztuki, zespołowa dla Teatru Studenckiego Politechniki Śląskiej „Step”
- 1972 – nagroda wiceministra Kultury i Sztuki na Festiwalu Etiud PWSFTviT w Warszawie za film Dzień pracy
- 1972 – nagroda PF DKF na Festiwalu Etiud PWSFTviT w Warszawie za film Podanie
- 1972 – nagroda PF DKF na Festiwalu Etiud PWSFTviT w Warszawie za film Kręte ścieżki
- 1972 – nagroda wiceministra Kultury i Sztuki na Festiwalu Etiud PWSFTviT w Warszawie za film Dzień pracy
- 1972 – nagroda jury Klubu Krytyki Filmowej SDP na Festiwalu Etiud PWSFTviT w Warszawie za film Podanie
- 1972 – Grand Prix na Festiwalu Etiud PWSFTviT w Warszawie za film Dzień pracy
- 1972 – wyróżnienie łódzkiego oddziału Telewizji Polskiej na Festiwalu Etiud Studenckich w Łodzi za film Podanie
- 1972 – nagroda TPŁ Festiwalu Etiud Studenckich za film Dzień pracy
- 1977 – Złoty Ekran za scenariusz i reżyserię filmu W domu
- 1980 – Oberhausen – FFK – Dyplom Honorowy jury oraz nagroda FIPRESCI za reżyserię filmu Wypracowanie
- 1982 – Brązowy Lajkonik dla filmu Historia żołnierza na XXII OFFK w Krakowie
- 1982 – Srebrny Pegaz dla filmu Śladami Tadeusza Makowskiego – „za rzetelne i odkrywcze przedstawienie drogi twórczej artysty” na XII Przeglądzie Filmów o Sztuce w Zakopanem
- 1983 – Festiwal Filmów Popularnonaukowych – II nagroda dla filmu Iluzja w sztuce (Ronda, Hiszpania)
- 1983 – I nagroda za film Bez tytułu na II Ogólnopolskim Konkursie Autorskiego Filmu Animowanego w Krakowie
- 1984 – Nagroda Sekcji Krytyki Filmowej Klubu Problematyki Kulturalnej SD PRL – „Syrena Warszawska” dla najlepszego filmu 1983 r. w kategorii filmów fabularnych za film Niech cię odleci mara
- 1984 – Nagroda Bronisława Chromego za film Iluzja o sztuce na VIII Przeglądzie Filmów o Sztuce w Zakopanem
- 1986 – Nagroda Bronisława Chromego za film Przemijanie na XIV Przeglądzie Filmów o Sztuce w Zakopanem
- 1986 – wyróżnienie FIPRESCI za film Kobieta z prowincji na Międzynarodowym Festiwalu Filmowym w Berlinie
- 1991 – Nagroda za scenariusz do filmu Nad rzeką, której nie ma na XVI FPFF w Gdyni
- 1993 – Syrenka Warszawska – nagroda Klubu Krytyki Filmowej SDP – za film Dwa księżyce
- 1994 – Nagroda „Ekspresu Poznańskiego” za film Dwa księżyce
- 1994 – Złota Taśma nagroda Koła Piśmiennictwa Filmowego SFP za film Dwa księżyce
- 1994 – Złota Taśma za rok 1993 (przyznawana przez Koło Piśmiennictwa SFP) w kategorii film polski
- 1995 – Medal Honorowy Robotniczego Stowarzyszenia Twórców Kultury za zasługi dla kultury robotniczej
- 1997 – nagroda honorowa („Jańcio Wodnik”) za całokształt twórczości na IV Przeglądzie Polskich Filmów Fabularnych o Tematyce Wiejskiej i Małomiasteczkowej „Prowincjonalia” w Słupcy
- 1998 – Odznaka „Za Zasługi dla Miasta Łodzi” przyznana przez Radę Miejską w Łodzi za dokonania filmowe
- 2002 – „Laur Cisowy” za całokształt twórczości na MF Film – Muzyka – Malarstwo w Nowogardzie
- 2002 – Nagroda Przewodniczącego KRRiTV za film Wszyscy święci
- 2004 – Nagroda Studentów za film Pobyt czasowy na X Ogólnopolskim Przeglądzie Form Dokumentalnych NURT w Kielcach
- 2005 – Nagroda dziennikarzy oraz nagroda prezesa Zarządu Telewizji Polskiej SA za film Parę osób, mały czas na 30 FPFF w Gdyni
- 2006 – Nagroda specjalna organizatorów za film Parę osób, mały czas na XIII Prowincjonaliach we Wrześni
- 2006 – Złoty Glan na Festiwalu Twórców „Powiększenie” w Łodzi
- 2006 – nagroda Organizatorów im. Juliusza Burskiego za film Parę osób, mały czas na 36 Lubuskim Lecie Filmowym w Łagowie
- 2007 – Nagroda Vitae Valor za całokształt twórczości na VII Festiwalu Filmowym „Vitae Valor” w Tarnowie
- 2007 – Nagroda w kategorii „Telewizyjny Film Fabularny” dla filmu Parę osób, mały czas na I Festiwalu Prix Visionica we Wrocławiu
- 2007 – Nagroda w Konkursie Polskich Filmów Krótkometrażowych w kategorii filmów animowanych dla filmu Warzywniak 360 stopni na Międzynarodowym Festiwalu Filmowym ERA NOWE HORYZONTY we Wrocławiu
- 2007 – wyróżnienie w kategorii filmu profesjonalnego dla filmu Warzywniak 360 stopni na XIII Ogólnopolskim Festiwalu Autorskich Filmów Animowanych w Krakowie
- 2008 – Polska Nagroda Filmowa Orzeł 2008 w kategorii „najlepszy scenariusz” – scenariusz filmu Parę osób, mały czas w Warszawie
- 2020 – „Platynowe lwy” za całokształt twórczości na 45 Festiwalu Filmów Fabularnych w Gdyni[7]